# میرزا آقا فرشی
حاج میرزا آقا فرشی (۱۲۵۰ تبریز - امرداد ۱۳۱۵) بازرگان، از فعالان جنبش مشروطه‌خواهی در آذربایجان و نماینده مجلس شورای ملی در دوران قاجار و پهلوی بود.
پدرش حاج محمدحسن تاجر فرش بود، خودش نیز همین پیشه را دنبال کرد و از تجار ثروتمند و تراز اول تبریز و صاحب املاکی نیز شد.  در جنبش مشروطه‌خواهی فعال شد و به نمایندگی از تجار آذربایجان به نخستین دوره مجلس شورای ملی رفت. در دوره دوم نیز نماینده آذربایجان بود. سپس به تبریز بازگشت.
با انقراض سلطنت قاجار و روی کار آمدن رضاشاه، فرشی در سال ۱۳۰۵ بار دیگر به عنوان نماینده تبریز به مجلس بازگشت (دوره ششم) و تا پایان عمر در دوره دهم بر کرسی نمایندگی نشست. از هجدهم خرداد ۱۳۱۲ تا پایان عمر یکی از دو نماینده منتخب مجلس برای نظارت بر بانک ملی و ذخیره نقدی و چاپ اسکناس انتخاب بود. از دوره بعد تا سیزدهم پسرش غلامحسین به جایش نماینده تبریز شد.
هنگام اعلام خبر درگذشت حاج میرزا آقا فرشی، رضاشاه او را «شخصی امین» توصیف کرد و حاج محتشم‌السلطنه اسفندیاری رئیس مجلس شورای ملی هنگام اعلام خبر درگذشت او به مجلس گفت: 

«بنده شخصاً با ایشان بیش از سى سال روابط دوستى داشتم، چه در طهران چه در آذربایجان، چه در ایام آرامش چه در ایام انقلاب. همیشه ایشان را شخص پاک‌دل، پاک‌زبان، پاک عمل، پاک حساب، خیرخواه، ایران‌دوست و وطن‌پرست به‌جا آورده بودم. ملاحظه فرمودید که در مجلس نظریات و اظهارات او همیشه خیلى عاقلانه و عمیق بود و در کار تجارتى با تجربیاتى که داشت و در کار اقتصادى، آراء مشارالیه همیشه مفید و قیمتى بود». 